# Saica recurvata
Saica recurvata är en insektsart som först beskrevs av Fabricius 1803.  Saica recurvata ingår i släktet Saica och familjen rovskinnbaggar. Inga underarter finns listade i Catalogue of Life.